# Perception Box Set
Perception Box Set es una caja recopilatoria, que festeja el 40 aniversario de la banda The Doors.
Incluye los seis discos de estudio de The Doors junto con Jim Morrison, todos remasterizados y con "bonus tracks" solo incluidos en este Box Set.También cada disco contiene un DVD con presentaciones en vivo y otros extras. Cabe destacar que canciones que fueron censuradas anteriormente por conflictos con Elektra, como es el caso de Break on Through (To the Other Side), fueron publicadas en los discos de este Box Set sin censura.

## Discos Incluidos
(Todas las canciones escritas por The Doors, Jim Morrison y Robby Krieger, excepto donde se indica. No incluye los discos Other Voices, Full Circle o An American Prayer.)

### The Doors (CD 1)
- 1- Break on Through (To the Other Side) – 2:25
- 2- Soul Kitchen – 3:30
- 3- The Crystal Ship – 2:30
- 4- Twentieth Century Fox – 2:30
- 5- Alabama Song (Whisky Bar) (Brecht, Weill) – 3:15
- 6- Light My Fire – 6:30
- 7- Back Door Man (Dixon) – 3:30
- 8- I Looked At You – 2:18
- 9-  End of the Night – 2:49
- 10- Take It As It Comes – 2:13
- 11- The End – 11:35
- 12- Moonlight Drive (Version 1) - 2:42
- 13- Moonlight Drive (Version 2) - 2:32
- 14- Indian Summer (8/19/66 Vocal) - 2:36

### DVD (CD 2)
- 1- Break on Through (To the Other Side) (Music Video Promo)
- 2- The End (Soundstage Perfomance, Toronto 1967)

### Strange Days (CD 3)
- 1- Strange Days - 3:09
- 2- You're Lost Little Girl - 3:03
- 3- Love Me Two Times - 3:16
- 4- Unhappy Girl - 2:00
- 5- Horse Latitudes - 1:35
- 6- Moonlight Drive - 3:04
- 7- People Are Strange - 2:12
- 8- My Eyes Have Seen You - 2:29
- 9- I Can't See Your Face In My Mind - 3:26
- 10- When the Music's Over - 10:59
- 11- People Are Strange (False Starts & Studio Dialogue) - 1:58
- 12- Love Me Two Times (Take 3) - 3:19

### DVD (CD 4)
- 1- Love Me Two Times (Live In Europe, 1968)
- 2- When the Music's Over (Live In Europe, 1968)

### Waiting For The Sun (CD 5)
- 1- Hello, I Love You - 2:22
- 2- Love Street - 3:06
- 3- Not to Touch the Earth - 3:54
- 4- Summer's Almost Gone - 3:20
- 5- Wintertime Love - 1:52
- 6- The Unknown Soldier - 3:10
- 7- Spanish Caravan - 2:58
- 8- My Wild Love - 2:50
- 9- We Could Be So Good Together - 2:20
- 10- Yes, The River Knows - 2:35
- 11- Five to One - 4:22
- 12- Albinoni's Adagio in G Minor - 4:30
- 13- Not to Touch the Earth (Dialogue) - 1:00
- 14- Not to Touch the Earth (Take 1) - 4:22
- 15- Not to Touch the Earth (Take 2) - 3:58
- 16- Celebration of the Lizard (An experiment/ Work in progress) - 17:08

### DVD (CD 6)
- 1- Spanish Caravan (Live At The Hollywood Bowl, 1968)
- 2- The Unknown Soldier (Soundstage Perfomance, Denmark 1968)

### The Soft Parade (CD 7)
- 1- Tell All The People - 3:21 (Krieger)
- 2- Touch Me- 3:12 (Krieger)
- 3- Shaman's Blues - 4:48 (Morrison)
- 4- Do It - 3:09 (Morrison/ Krieger)
- 5- Easy Ride - 2:43 (Morrison)
- 6- Wild Child - 2:36 (Morrison)
- 7- Runnin' Blue - 2:27 (Krieger)
- 8- Wishful Sinful - 2:58 (Krieger)
- 9- The Soft Parade- 9:36 (Morrison)
- 10- Who Scared You? - 3:58
- 11- Whiskey, Mistics and Men (version 1) - 2:27
- 12- Whiskey, Mistics and Men (version 2) - 3:03
- 13- Push Push - 6:05
- 14- Touch Me (Dialogue) - 0:27
- 15- Touch Me (Take 3) - 3:41

### DVD (CD 8)
- 1- The Soft Parade (Soundstage Perfomance, New York 1969)
- 2-Tell All The People (Soundstage Perfomance, New York 1969)

### Morrison Hotel (CD 9)
- 1- Roadhouse Blues - 4:04 (Morrison/ The Doors)
- 2- Waiting for the Sun - 4:00 (Morrison)
- 3- You Make Me Real - 2:53 (Morrison)
- 4- Peace Frog - 2:50 (Morrison/ Krieger)
- 5- Blue Sunday - 2:12 (Morrison)
- 6- Ship Of Fools - 3:08 (Morrison/ Krieger)
- 7- Land Ho! - 4:10 (Morrison/ Krieger)
- 8- The Spy - 4:17 (Morrison)
- 9- Queen of the Highway - 2:47 (Morrison/ Krieger)
- 10- Indian Summer - 2:35 (Morrison/ Krieger)
- 11- Maggie M'Gill - 4:24 (Morrison/ The Doors)
- 12- Talking Blues - 0:58
- 13- Roadhouse Blues (11/4/69, Takes 1-3) - 8:47
- 14- Roadhouse Blues (11/4/69, Take 6) - 9:27
- 15- Carol (11/4/69) - 0:56
- 16- Roadhouse Blues (11/5/69, Take 1) - 4:32
- 17- Money Beats Soul (11/5/69) - 1:05
- 18- Roadhouse Blues (11/5/69, Take 13-15) - 6:17
- 19- Peace Frog (False Starts & Dialogue) - 1:59
- 20- The Spy (Version 2) - 3:47
- 21- Queen of the Highway (Jazz version) - 3:36

### DVD (CD 10)
- 1- Roadhouse Blues (Music Video)
- 2- Wild Child (Music Video)

### L.A. Woman (CD 11)
- 1- The Changeling - 4:24
- 2- Love Her Madly - 3:38
- 3- Been Down So Long - 4:41
- 4- Cars Hiss by my Window - 4:57
- 5- L.A Woman - 7:57
- 6- L'America - 4:32
- 7- Hyacinth House - 3:10
- 8- Crawling King Snake (John Lee Hooker) - 4:58
- 9- The Wasp (Texas Radio & The Big Beat) - 4:13
- 10- Riders on the Storm - 7:07
- 11- Orange County Suite - 5:44
- 12- (You Need Meet) Don't Go No Further (Willie Dixon) - 3:41

### DVD (CD 12)
- 1- The Changeling (Music Video)
- 2- Crawling King Snake (Footage From The Doors Rehearsal Space Filmed For Australian TV, 1971)

- Datos: Q5789570